# ハム (お笑いコンビ)
ハムは、かつて吉本興業大阪本部で活躍していた日本のお笑いコンビ。2004年8月結成。NSC27期生。2011年2月28日に解散。

## メンバー
川見 直通（かわみ なおみち、1986年1月15日 -（39歳））
ボケ・ネタ作り担当、立ち位置は向かって右。血液型O型。身長174cm、体重64kg。
奈良県出身。斎藤道三の子孫にあたる。
趣味は読書で年間100冊程度小説を読んでいる。
部屋にドライフラワーや可愛い雑貨を飾っており、同期の芸人からは男らしくないと思われ「カマミー」と呼ばれている。
とりたててインパクトのない地味な容姿のため、同期のいがわゆり蚊からは「顔なし」、先輩のモンスターエンジンからは「スケルトンボディ」「具なしカレー」と揶揄されている。
甲賀流の忍者検定の資格を持っている。全受験者中2位という成績で合格し、この様子が全国ニュースで放映されている。
ガリガリガリクソンがすべった時にする、マタドールの曲に合わせて「アウェイ!」と叫ぶギャグは川見が考えたもの。川見がやると全くうけないためガリクソンにあげたらしい。
ネタはほとんど川見が書いていた。通訳ネタや諸見里の「ちょいちょいちょい!」というツッコミも川見の考案。
解散後は芸能界を引退し、2014年から大阪市内にて、「ひふみ民藝店」を経営している。(大阪の店舗は2021年4月で閉店、2021年5月奈良市に移転。)
諸見里 大介（もろみざと だいすけ、1982年7月21日 -（43歳））
ツッコミ担当、立ち位置は左。血液型B型。身長186cm、体重80kg。
沖縄県島尻郡八重瀬町（旧具志頭村）出身。琉球大学中退。一時期、トゥレット障害を患っていた。コンビ解散後はピン芸人を経て2012年に行われた吉本新喜劇主催のオーディション「金の卵オーディション」にて同座員となる。

## コンビ名の由来
そもそもは手塚治虫作品に登場するキャラクターハム・エッグにちなんだものであった。配慮から「ハム」としたつじつまをあわせるため、後付けで8月6日に結成したことにしていた。

## コンビ解消
2011年2月28日付で解散したことを諸見里が自身のブログで報告した。しかしハムの解散について川見は、自身のブログで「僕にとっても解散は青天の霹靂でまだ茫然としており、受け止められておりません。ショックで1か月で5kg痩せたくらいです。『解散するだけですぐ痩せられる! 川見式ダイエット本』を発刊してくださる出版社様がございましたらぜひご一報下さい。暗雲立ち込める出版業界に風穴をぶち開けましょう。」と突然の解散劇をギャグにしながらも、諸見里によって突如一方的に決められた解散に納得していない旨の発言をした。そのため一時は「諸見里が相方を見捨てたのでは?」という疑惑も浮上したが、それについて後に諸見里は「今まで長い間楽しい事やつらい事を共有して来た相方を捨てたなんて思っていません。（中略）僕の滑舌のせいで、滑舌を絡めたネタばかりになり、最近では正直劇場では飽きられていました。それでも応援してくれる皆さんの為に頑張ってきました。川見くんはネタを書く力があるので、僕は川見くんが別の相方と組んだ方が何にも縛られず自由な発想でネタが作れると思いました。」と説明している。また、2011年3月31日の『アメトーーク!』（テレビ朝日）において、「自分がピンで番組に呼ばれた事と解散を発表するタイミングが重なった事で周囲から『調子に乗っている』と言われたが、実際には解散は（2010年の）年末には決まっていた」と語った。しかし関西では知名度があっても、全国区ではさほど知名度の無かったハムの解散はやはり諸見里の過信による一方的なものと認識され「滑舌で笑いを取ったからと言って薄情過ぎる」等ネット上を中心に批判を受け、先輩芸人からも揶揄された。

## 芸風
- ネタの内容は、滑舌の悪い諸見里が話す言葉を川見が間違った通訳をして諸見里がツッコむというものであった。ネタのパターンは大体以下の通り。
  - 登場後、諸見里がネタのテーマとなる話題を語り始めるが滑舌が悪くて全く聞き取れない事を川見に指摘される。
  - ネタに入るも諸見里の発言をわざわざ川見が通訳し、諸見里がツッコむも「俺が訳さないと理解できないだろ」とツッコみ返されてしまう。
  - その後は川見が諸見里の発言をことごとく勘違いしたまま通訳してしまい、見かねた諸見里から「ちょいちょいちょい!」と通訳を遮られる。
  - 最後でも川見は諸見里の発言を勘違いして通訳し、終了。
- 結成当時はボケとツッコミが逆であったが、諸見里が大事なオチの部分で噛んだり客が聞き取れないことがあった。このためボケとツッコミを入れ替えたところ、一見ボケの風貌である諸見里がツッコむ意外性がウケて一躍頭角を表す。
- 諸見里は『千鳥のぼっけぇTV!』（GAORA）に出演した際、「baseが作り出したお笑いロボットちゃうか」といじられた。
- 上戸彩が今好きな芸人にハムを挙げ、『はねるのトびら』（フジテレビ）にて共演している（ぐるナイ以来2度目）。

## 出演

### テレビ
- 千鳥のぼっけぇTV!（GAORA）
- 情報ライブ　ミヤネ屋（読売テレビ）餃子の王将の裏側をリポート
- はねるのトびら（2009年7月15日、フジテレビ）上戸彩の大好き芸人として回転SUSHIのコーナーに出演）
- 『ぷっ』すま（テレビ朝日）
- 麒麟の部屋（毎日放送）
- オールザッツ漫才（毎日放送）
- 爆笑ピンクカーペット（2007年11月26日、フジテレビ）キャッチコピーは「天からの贈り物」。
- 爆笑レッドカーペット（フジテレビ）キャッチコピーは同上
  - 2009年4月25日放送分でレッドカーペット賞を受賞　番組終了まで計10回出演していた
  - コラボカーペットでゆってぃ&岩尾望（フットボールアワー）（2009年10月24日、諸見里のみ「ゆってぃ隊」名義）や麒麟&高橋健一（元キングオブコメディ）（2012年10月13日、諸見里のみ）と共演。
- ぐるぐるナインティナイン（日本テレビ）おもしろ荘のコーナー
  - ぐるナイおもしろ荘 生放送ですいまメ〜ン（2009年1月1日）
- ナイナイプラス（日本テレビ）
- お笑いDynamite!（TBSテレビ）キャッチコピーは「何を言っているのか?」2007年、2009年出演。
- あさパラ!（読売テレビ）コーナーレギュラー
- ジャイケルマクソン（毎日放送）
- ウンナン極限ネタバトル! ザ・イロモネア 笑わせたら100万円（TBSテレビ） ゴールドラッシュに出場し、3週連続で勝ち抜きイロモネア出場権を獲得した。本戦に2度出演するが、100万円まで残り1人というところで敗退している。
- 痛快!明石家電視台（2008年10月6日、毎日放送）
- マヨブラ流（2009年2月1日、読売テレビ）コレくる芸人のコーナーに登場した。
- ひるカフェ（サンテレビ）
- せやねん!（毎日放送）
- 水野真紀の魔法のレストラン（毎日放送）
- 上方演芸ホール（NHK大阪）
- 漫才ヴィンテージ（テレビ大阪）
- 丹波楽（サンテレビ）
- 水野キングダム（TOKYO MX）
- LET'Sどんだけ～!ひょうご（サンテレビ）
- よしもとサンサンTV（サンテレビ）
- かんさいすきま情報社（K-CAT eo光テレビ）
- チカラコブ（K-CAT eo光テレビ）
- ハムの番宣しましゅ（関西テレビ）
- 今ちゃんの『実は…』（朝日放送）
- ごきげん!ブランニュ（朝日放送）
- よゐこ部（毎日放送）
- ロケみつ（毎日放送）ゲスト出演。
- S-コンセプト ニッポン!農業研究所（関西テレビ）
- おじょママ!F（関西テレビ）浜田雅功（ダウンタウン）、小川菜摘夫妻の息子がハムが面白いとオススメしていたということでピックアップされ出演した。
- 八方・今田の楽屋ニュース（2010年12月27日、朝日放送）　川見のみ出演

### ライブ
- M-1グランプリ 2007 準決勝
- LIVE STAND08 東京
- LIVE STAND08 大阪
- LIVE STAND09 東京
- LIVE STAND10 東京
- LIVE STAND10 大阪

### 単独
- 『ナポリタン』（2010年8月10日 baseよしもと）

## DVD
- 『裏base』